# Robert M. Leach

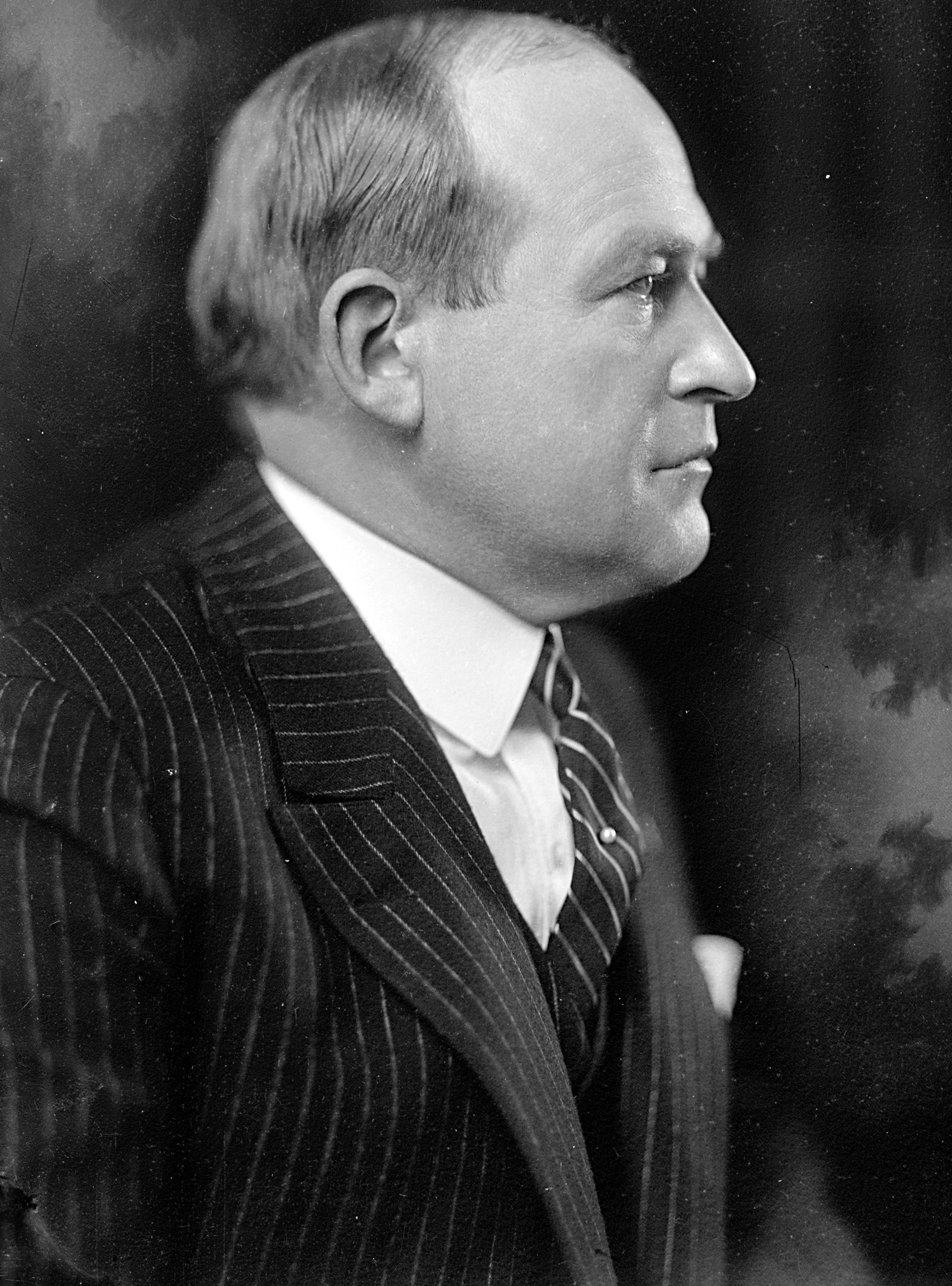
Robert M. Leach

Robert Milton Leach (* 2. April 1879 in Franklin, New Hampshire; † 18. Februar 1952 in Eustis, Florida) war ein US-amerikanischer Politiker. In den Jahren 1924 und 1925 vertrat er den Bundesstaat Massachusetts im US-Repräsentantenhaus.

## Leben
Robert Leach besuchte die öffentlichen Schulen seiner Heimat und danach die Phillips Exeter Academy sowie das Dartmouth College. Im Jahr 1900 zog er nach Taunton in Massachusetts, wo er im Möbelhandel tätig wurde. Bald betrieb er in Neuengland eine Ladenkette für Möbel. Während des Ersten Weltkrieges war er Ordonnanzoffizier in der US Army im Rang eines Hauptmanns. Politisch schloss er sich der Republikanischen Partei an.
Nach dem Tod des Abgeordneten William S. Greene wurde Leach bei der fälligen Nachwahl für den 15. Sitz von Massachusetts als dessen Nachfolger in das US-Repräsentantenhaus in Washington, D.C. gewählt, wo er am 4. November 1924 sein neues Mandat antrat. Da er bei den regulären Kongresswahlen des Jahres 1924 nicht mehr kandidierte, konnte er bis zum 3. März 1925 nur die laufende Legislaturperiode im Kongress beenden.
Nach dem Ende seiner Zeit im US-Repräsentantenhaus nahm Robert Leach seine früheren Tätigkeiten wieder auf. Er starb am 18. Februar 1952 in Eustis und wurde in seinem Geburtsort Franklin beigesetzt.